# Южный канал
Южный канал (Лангедокский канал; фр. Le Canal du Midi) — судоходный канал длиной 240 км на юге Франции (Окситания). Соединяет Тулузу со средиземноморским городом Сет (который был основан, чтобы служить восточным терминалом канала). В Тулузе смыкается с Гароннским каналом, который ведёт к Бискайскому заливу.

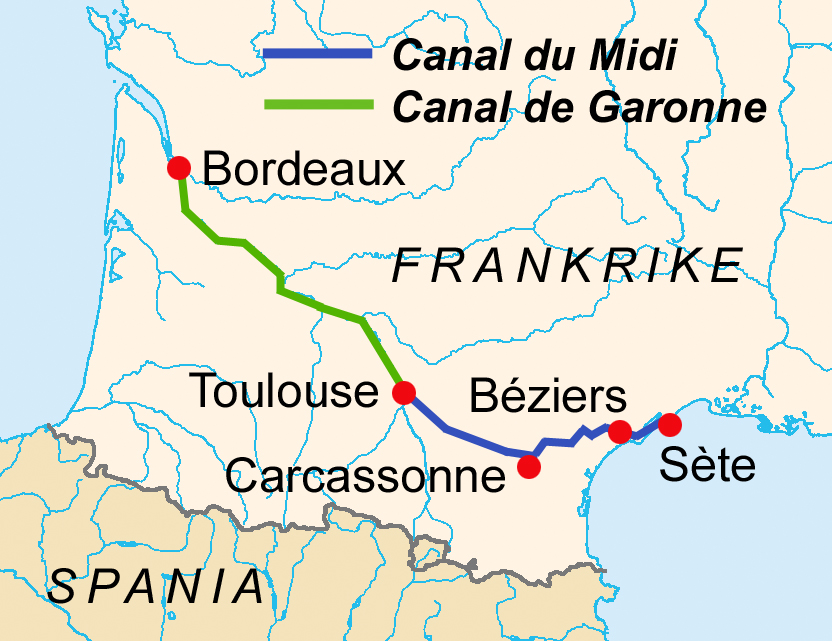

Вдохновителем строительства и руководителем работ был барон Пьер-Поль Рике, из кармана которого, помимо прочего, было оплачено создание трети длины канала. Рике не имел инженерного образования и его проект был откорректирован специалистами, но созданные им чертежи и макет канала с гидравлическими сооружениями и тоннелем стали основополагающими при строительстве. Канал был прорыт при Людовике XIV, его строительство началось в 1666 году в нескольких местах одновременно. На первом этапе строительства требовалось устроить резервуары-водохранилища в горном массиве Монтань-Нуар, чтобы создать необходимые запасы воды, так как многие реки пересыхают в жару. И Рике выдвинул идею — отвести часть воды в крупное хранилище в горах. В 1667 году были начаты работы по сооружению резервуара — озера Святого Ферреола (фр.) — по тем временам самого большого искусственного водохранилища в мире.
Первая очередь канала строилась на участке Тулуза — Треб. Сооружение второй очереди канала, Треб — Этан-де-То, началось в июне 1668 года. В ходе строительства третьей очереди был сооружён морской порт Сет. 1 октября 1680 года, когда до моря оставалось проложить всего две мили канала, в Тулузе умер Рике, имея из-за строительства крупные долги. Благодарные соотечественники поставили ему в Тулузе и на его родине в городе Безье памятники. Стоимость канала составила 17 млн ливров, из которых 4 млн ливров составляли средства Пьера-Поля Рике. На сооружении канала трудилось около 12 тысяч человек. Первоначально протяжённость канала составляла 240 км. Торжественное открытие состоялось 15 мая 1681 года. Строительство канала стало одним из самых крупных проектов правительства Кольбера.
При строительстве канала было удалено и утрамбовано около 7 000 000 м³ земли. Это величина, в три раза превышающая объём пирамиды Хеопса.

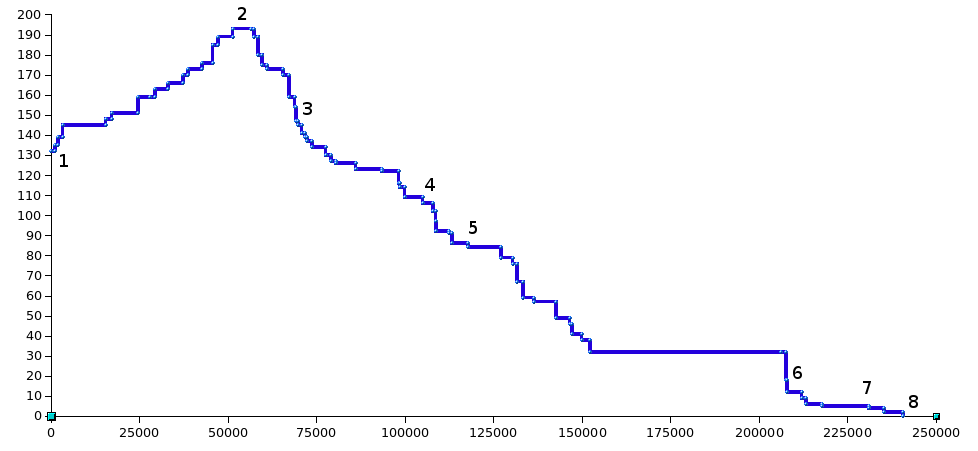
Профиль канала в метрах: (1) Тулуза, (2) водораздельный бьеф, (3) Кастельнодари, (4) Каркасон, (5) Треб, (6) Безье, (7) Агд, (8) Этан-де-То

Через канал в разных местах и в разное время было переброшено 130 мостов. Первоначально на трассе канала насчитывалось более 100 шлюзов. Из всех функционирующих сегодня в Европе судоходных каналов Канал дю Миди — самый старый. В XVII—XVIII вв. канал использовался для перевозки различных грузов, в первую очередь сельскохозяйственной продукции, а также почтовой корреспонденции. В XIX в. в связи с развитием железнодорожного сообщения целесообразность перемещения грузов по каналу значительно снизилась, но для торговой коммерции он ещё активно использовался. В настоящее время по нему ходят только прогулочные катера с туристами и малотоннажные частные суда. Ежегодно круиз по каналу совершают около 50 тысяч человек. Вдоль всего канала посажены деревья, проложены дорожки для велосипедов, разбиты теннисные корты и другие спортивные площадки. Поначалу берега канала были засажены тутовыми деревья. На них даже разводили шелкопрядов, но в 1872 году, когда шелководство стало нерентабельным, их заменили тополями.
Поначалу он назывался Королевским Лангедокским каналом, в 1789 году, во время Великой Французской революции, был переименован в Южный канал.
В 1996 году как выдающийся памятник инженерии XVII века внесён в число памятников Всемирного наследия. Ныне на канале действует 91 шлюз, поднимающий и опускающий суда на 190 м, многие шлюзы являются ручными. Всего включает в себя 328 гидротехнических сооружений: шлюзы, акведуки, мосты, тоннели и т. д., которые рассматриваются как памятники промышленной архитектуры.

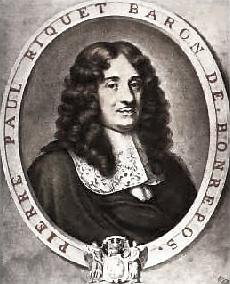
Пьер-Поль Рике, вдохновитель и руководитель строительства канала